# Morocco (Indiana)
Morocco es un pueblo ubicado en el condado de Newton en el estado estadounidense de Indiana. En el Censo de 2010 tenía una población de 1129 habitantes y una densidad poblacional de 384,74 personas por km².

## Geografía
Morocco se encuentra ubicado en las coordenadas 40°56′38″N 87°27′1″O / 40.94389, -87.45028. Según la Oficina del Censo de los Estados Unidos, Morocco tiene una superficie total de 2.93 km², de la cual 2.93 km² corresponden a tierra firme y (0%) 0 km² es agua.

## Demografía
Según el censo de 2010, había 1129 personas residiendo en Morocco. La densidad de población era de 384,74 hab./km². De los 1129 habitantes, Morocco estaba compuesto por el 99.11% blancos, el 0.09% eran afroamericanos, el 0.09% eran amerindios, el 0.18% eran asiáticos, el 0% eran isleños del Pacífico, el 0.18% eran de otras razas y el 0.35% pertenecían a dos o más razas. Del total de la población el 2.21% eran hispanos o latinos de cualquier raza.